# Atheta benickiella
Atheta benickiella är en skalbaggsart som beskrevs av Lars Zakarias Brundin 1948. Atheta benickiella ingår i släktet Atheta, och familjen kortvingar. Arten är reproducerande i Sverige.